# Подвійний удар
«Подвійний удар» — фільм 1991 року, головну роль в якому зіграв Жан Клод Ван Дам.

## Сюжет
Колись мафія з Гонконга жорстоко й безжально розправилася з батьками близнят Чеда та Алекса, яких дивом удалося врятувати під час давньої кривавої перестрілки. Доля розкидала братів по різні боки океану: один виріс у Каліфорнії, другий залишився в Гонконгу.
І от через 25 років завдяки вірному другові їхніх загиблих батьків два брати зустрічаються, щоби примусити винуватців того злочину розкаятися у скоєному…

## В ролях
- Жан Клод Ван Дам — Alex, Chad Wagner
- Джефрі Льюїс — Frank Avery
- Алан Скарф — Nigel Griffith
- Філіп Чан — Raymond Zhang
- Боло Йенг — Moon
- Алонна Шоу — Danielle Wilde

## Цікаві факти
- Прем'єра: 9 серпня 1991 року.
- Боло Йенг, що зіграв у цьому фільмі одного зі злочинців, також знімався в іншому фільмі з Ван Дамом — «Кривавий спорт».
- В сцені, коли Чед і Алекс просипаються на острові після бійки один з одним, вони бачать, як на острів нападають погані хлопці. Чед нападає на одного з них і забирає у нього гвинтівку. Алекс і собі нападає на хлопця на пляжі й забирає в нього кинджал. Після цього Алекс входить у готель, тримаючи в руках зброю, яку до цього взяв Чед, а Чед прикладає до його шиї кинджал, який до цього Алекс відібрав у хлопця на пляжі.
- На одному з варіантів постера фільму Алекс тримає пістолет Desert Eagle, якого взагалі не було у фільмі.